# 馬賽厄斯鎮區 (密歇根州)
馬賽厄斯鎮區（英語：Mathias Township）是位於美國密歇根州阿爾傑縣的一個行政鎮區。

## 地方資料
馬賽厄斯鎮區的面積為186.50平方千米，當中陸地面積為183.10平方千米，而水域面積為3.40平方千米。根據2010年美國人口普查的數據，當地共有人口532人，而人口密度為每平方千米2.85人。